# Золотарьов Володимир Юхимович
Володи́мир Юхи́мович Золотарьо́в — радянський футболіст (правий напівсередній нападник) і тренер. Грав за команди Харкова, Пермі, Москви, Одеси, тренував команду «Авангард» Жовті Води.

## Життєпис
Народився 19 березня 1920 року.

### Кар'єра футболіста
Як футболіст 1940 року виступав за команду «Динамо» Харків.
На початку війни разом з евакуйованими працівниками харківських заводів прибув до Пермі (на той час — м. Молотов). Там з іншими харків'янами (П. Паровишніков, В. Іщенко, М. Каров, В. Макаров) грав у футбол на міських турнірах у складі команди моторобудівного заводу ім. Свердлова.
Після війни частина футболістів повернулась в свої рідні міста, а частина в тому числі і Володимир Юхимович залишились грати за місцеву команду «Крила Рад».
1945—1946 і 1947 років грав за команду «Крила Рад» Перм.
У дебютному матчі за «Крила Рад» 3 червня 1945 року забив гол на виїзді — у матчі проти новосибірської «ДКА», допомігши своїй команді здобути перемогу з рахунком 4:2.
1946 року грав за московське «Торпедо».
1948—1950 років виступав за команду «Крила Рад» Самара.
Закінчив кар'єру футболіста 1956 року в команді «Металург» Одеса (сучасна назва — Чорноморець).

### Тренерська діяльність
Після закінчення кар'єри футболіста працював тренером в колективах фізкультури Одеси (зокрема, в команді канатного заводу «Авангард»), тренером юнацької команди «Металург» Одеса. Серед його вихованців — Леонід Чеботарьов, Олександр Перегудов (1939—2012).
Від 13 червня до 8 листопада 1964 року тренував команду майстрів «Авангард» Жовті Води (26 ігр: 9 перемог, 7 нічиїх, 10 поразок, голи — 18:17).